# Mike Moroney
Mike Moroney, född 6 december 1933, död 15 mars 2015, var en friidrottare från Australien. Han deltog vid olympiska sommarspelen 1956.